# Blas Calzada Terrados
Blas Calzada Terrados (Valladolid, 8 de junio de 1937-Madrid, 17 de febrero de 2018) fue un economista español.
Estudió en el Instituto Zorrilla de Valladolid, se licenció en Ciencias Económicas y comenzó a estudiar Ciencias Políticas en la Universidad de Valladolid. Estudió dos años en París: economía marxista y en el segundo año Técnicas de Planificación y Contabilidad Nacional a través de una beca del Ministerio de Finanzas francés estuvo en centro de asistencia a funcionarios extranjeros (ASTEF).
Fue contratado por el Instituto Nacional de Estadística (INE) para redactar el Informe Técnico de Rentas. Más tarde aprobó las oposiciones al recién creado Servicio de Estudios del Banco de España donde permaneció tres años, tras lo cual trabajó durante siete años como asesor y ejecutivo en diferentes empresas, principalmente del sector de la alimentación. Fue uno de los fundadores de la revista de economía Cambio 16.
Fue director general del INE entre 1977 y 1979, periodo en el que participó en la redacción del plan económico de los Pactos de la Moncloa. Tras este periodo fue contratado por la Junta Sindical de la Bolsa de Madrid como Director del Servicio de Estudios Económicos y posteriormente fue nombrado Presidente de la Comisión Nacional del Mercado de Valores (CNMV) entre el 22 de septiembre de 2001 y el 6 de octubre de 2004.
Más tarde ocupó la presidencia del Comité Asesor Técnico del IBEX (CAT) y presidente del Parque de Innovación La Salle.